# Verwaltungsgemeinschaft Gessertshausen
Die Verwaltungsgemeinschaft Gessertshausen im schwäbischen Landkreis Augsburg entstand am 1. Mai 1978 durch Rechtsverordnung der Regierung von Schwaben. Sie bestand ursprünglich aus den Gemeinden Gessertshausen, Kutzenhausen und Ustersbach. Kutzenhausen schied zum 1. Januar 1994 aus der Verwaltungsgemeinschaft aus und bildet seitdem eine Einheitsgemeinde.
Die VG Gessertshausen besteht heute aus den Gemeinden
1. Gessertshausen, 4496 Einwohner, 41,35 km²
2. Ustersbach, 1239 Einwohner, 11,13 km²

Sitz der Verwaltungsgemeinschaft ist Gessertshausen. Gemeinschaftsvorsitzender ist der Bürgermeister von Gessertshausen, Jürgen Mögele.